# Mąkownica
Mąkownica – wieś w Polsce położona w województwie wielkopolskim, w powiecie gnieźnieńskim, w gminie Witkowo.
Wieś duchowna, własność opata cystersów w Lądzie pod koniec XVI wieku leżała w powiecie gnieźnieńskim województwa kaliskiego. W latach 1975–1998 miejscowość administracyjnie należała do województwa konińskiego.

## Historia

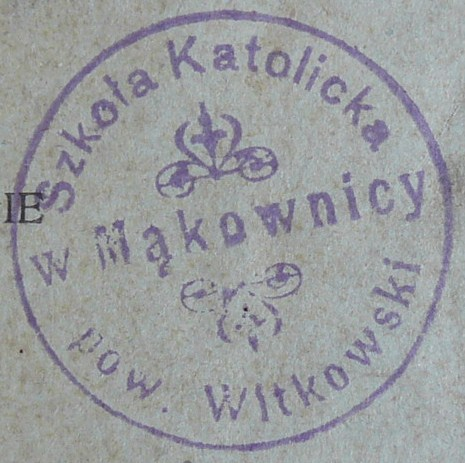
Stempel Szkoły Katolickiej w Mąkownicy sprzed II wojny światowej

Początek osadnictwa w puszczy Mokowskiej udokumentowany w zapiskach z XIII wieku. Ówczesna nazwa najprawdopodobniej „Mokownica” (od staropolskiej nazwy moczarów, mokradeł: „moka” vel „mokwa” – co świadczy o posadowieniu miejscowości na terenach podmokłych). Pierwotny trakt z Gniezna do Ciążenia prowadził przez Witkowo i Mąkownicę. Droga prowadziła wzdłuż witkowskiego cmentarza i dalej na południe, obecnie wśród pól i biegła prosto przez centrum wsi. Przez rzeczkę Strugę płynącą między Witkowem a Mąkownicą przerzucony był (obecnie wśród łąk) drewniany most. O tym fakcie świadczą tkwiące po dziś dzień wbite w grunt dębowe pale po obydwu stronach rzeczki. Właściciel ziemski z Mąkownicy ofiarował grunt pod wspomniany cmentarz dla parafii Witkowo. Obecna szosa z Witkowa do Wólki i dalej do Strzałkowa została zbudowana ok. roku 1868 przez władze pruskie. Przy budowie pracowali m.in. niektórzy mieszkańcy Mąkownicy. W czasie zaborów wieś Monkownica należała do powiatu Witkowo (Monkownica, Kreis Witkowo) i była wsią polsko-niemiecką. Po odzyskaniu niepodległości w 1919 osadnicy niemieccy nie opuścili wsi, lecz w dobrosąsiedzkich stosunkach współżyli z polskimi mieszkańcami. Mąkownica zawsze należała do parafii rzymskokatolickiej pw. św. Mikołaja we Witkowie. Niemcy wyznania ewangelickiego uczęszczali do protestanckiego zboru, który również był na terenie Witkowa. Wieś znana w latach międzywojennych z istnienia teatru amatorskiego, który wystawił m.in. Damy i Husary Aleksandra hr. Fredry i Katolickiej Szkoły Podstawowej. Na zakończenie karnawału rokrocznie mieszkańcy organizowali podkoziołek – czyli barwny korowód przebierańców obchodzących z muzyką wszystkie domostwa we wsi otrzymując za występy artystyczne słodycze, ciasta domowe, jaja, i inne wiktuały. W czasie II wojny światowej mieszkańcy wsi zostali wysiedleni do Generalnego Gubernatorstwa. Gospodarstwa polskie wraz z inwentarzem przejęli Niemcy, którzy opuścili miejscowość 20 stycznia 1945 roku. Po wojnie polscy właściciele powrócili do swoich gospodarstw, a obejścia opuszczone przez przedwojennych właścicieli, którzy byli Niemcami objęły rodziny polskich przymusowych wysiedleńców zza Buga. Władza ludowa próbowała utworzyć w Mąkownicy jako jednej z pierwszych wsi spółdzielnię produkcyjną, jednak stanowczy opór mieszkańców wsi uniemożliwił ten zamiar. Między innymi z tego powodu wieś została zelektryfikowana jako ostatnia miejscowość gminy Witkowo dopiero w 1958 roku.